# Famille von Pückler
La famille von Pückler est une ancienne famille noble silésienne.
Après 1690, elle se divise en deux lignées, lorsque deux frères reçoivent un diplôme de comte d'Empire. En 1737, la lignée aînée, franconienne, peut acquérir par mariage une part du comté de Limpurg, qui relève directement de l'Empire, et est admise en 1740 dans le collège des comtes d'Empire franconiens, ce qui lui permet d'accéder à la dignité impériale et donc à la haute noblesse régnante.
La jeune lignée silésienne a pu acquérir la seigneurie de Muskau (de) par mariage après 1784. Il s'agit cependant d'une "seigneurie libre (de)", qui n'apporte pas de statut impérial.

## Histoire
Une filiation attestée existe depuis le début du 13e siècle. Dans les tableaux généalogiques européens de Schwennicke, vol. IV, Nicolaus Pincerna, mentionné en 1306, se trouve déjà dans la génération V. La lignée sûre commence avec Henricus Pokeler (alias Pincerna = échanson ou familièrement "Schenk"), qui achète le 22 mai 1365 Blumenthal dans la principauté de Neisse, selon les documents. En 1468, Nicolaus Ier Pöckeler est mentionné dans des documents bohémiens ; En 1488, il acquiert Groditz dans le duché d'Oppeln et est considéré comme l'ancêtre de la maison Pückler, qui devient baron d'Empire en 1655 et comte en 1690, puis divisée en une lignée plus ancienne, franconienne, et une lignée plus jeune, silésienne.
En 1533, la ville voisine de Schedlau entre en possession de Niklas Pückler von Groditz et, en 1570, un château y est construit, qui est ensuite reconstruit plusieurs fois. La propriété est restée dans la famille jusqu'en 1945. À partir de 1572, la ville de Falkenberg est d'abord donnée en gage à Kaspar von Pückler, qui l'acquit comme propriété en 1581, créant le domaine seigneurial indépendant de Falkenberg. Il apporte la Réforme dans la ville et fait reconstruire le château dans le style Renaissance. Falkenberg est resté une propriété familiale jusqu'au milieu du XVIIe siècle.

### Branche aînée franconienne, comtes en 1690, comtes impériaux en 1740
En 1676, Karl Franz Pückler, baron de Groditz, se marie avec Anna Cordula baronne von Kresser, héritière de Burgfarrnbach près de Fürth. En 1737, le fils de ce dernier, Christian Wilhelm Karl, se marie avec la comtesse Caroline Christiane de Löwenstein-Wertheim, petite-fille du dernier échanson de Limpurg (de) et comtesse co-régente de Limpurg-Sontheim. Il obtient ainsi le droit à une part du comté de Limpurg, qui relève directement de l'Empire, et - tant que l'héritage n'a pas encore eu lieu - un siège et une voix au collège des comtes d'Empire de Franconie (de) (" introduciret zu Kitzingen 7 avril 1740"  ). Lui et ses descendants légitimes sont ainsi devenus comtes d'Empire.
En 1787, le fils de Christian Wilhelm Karl, Friedrich Philipp Karl, se voit attribuer une autre partie du comté de Limpurg, à savoir la moitié de Gaildorf, Engelhofen, Seifertshofen et d'autres propriétés autour de Ruppertshofen et Frickenhofen, à la suite du conflit de succession Waldeck-Limpurg (de). En 1806, le comté est médiatisé et passe sous la souveraineté de la Bavière et du Wurtemberg. Jusqu'à la révolution de 1918, les comtes de Pückler-Limpurg, comme toutes les maisons autrefois souveraines, ont des droits spéciaux en tant que seigneurs de l'État et font partie de la haute noblesse. En 1871, le comte Curt von Pückler-Limpurg achète à la couronne du Wurtemberg le château d'Obersontheim (de), qui reste dans la famille jusqu'en 1901.
En 1950, Gottfried Wilhelm Maximilian et Adele Louise Mathilde von Pückler und Limpurg signent l'acte de création de la fondation de bienfaisance du comte von Pückler et Limpurg. En 1957, le comte Gottfried décède, et en 1963, avec la mort du comte Siegfried (de), la branche de Gaildorf de la maison comtale Pückler-Limpurg s'éteint dans la lignée des hommes.

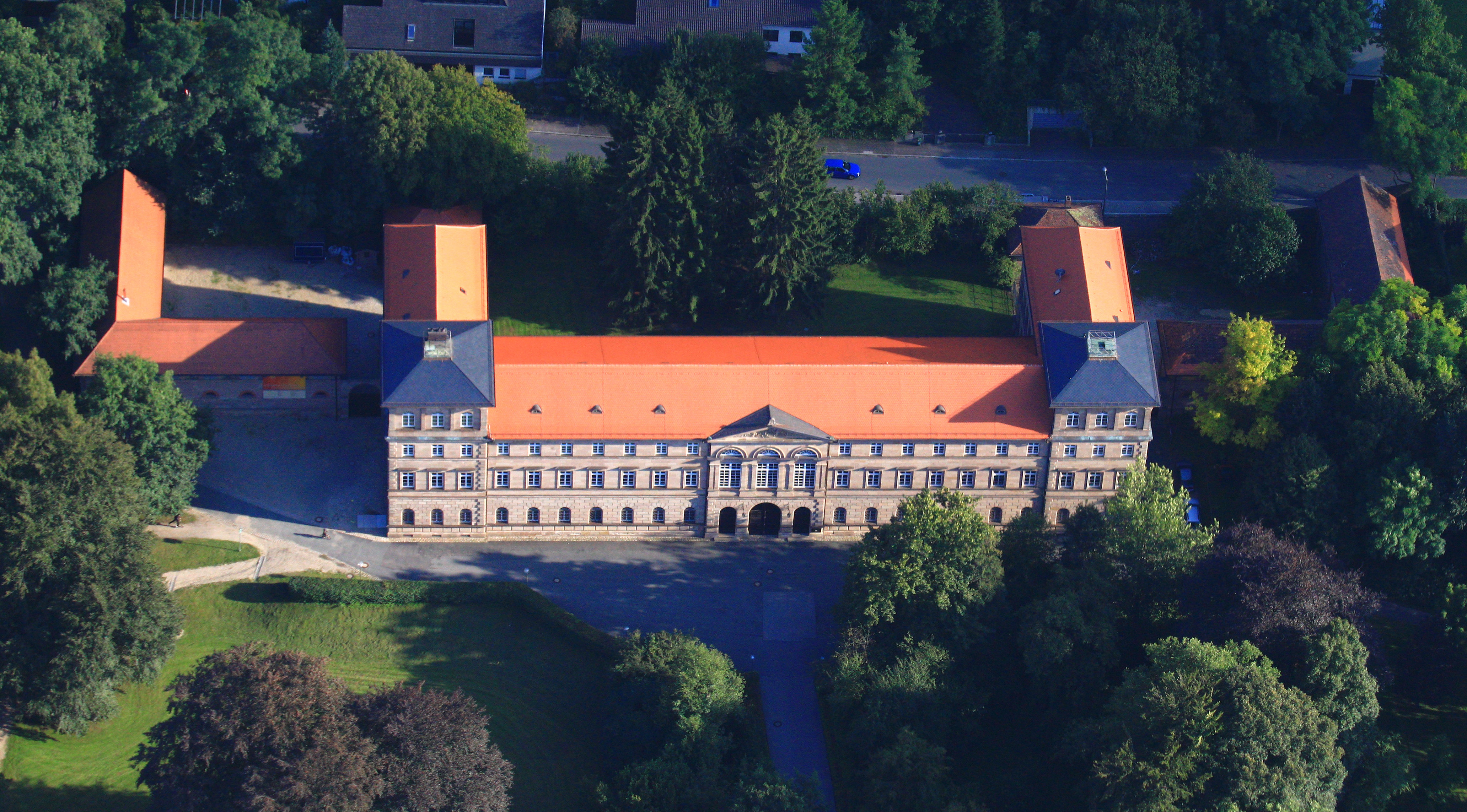
Château de Burgfarrnbach
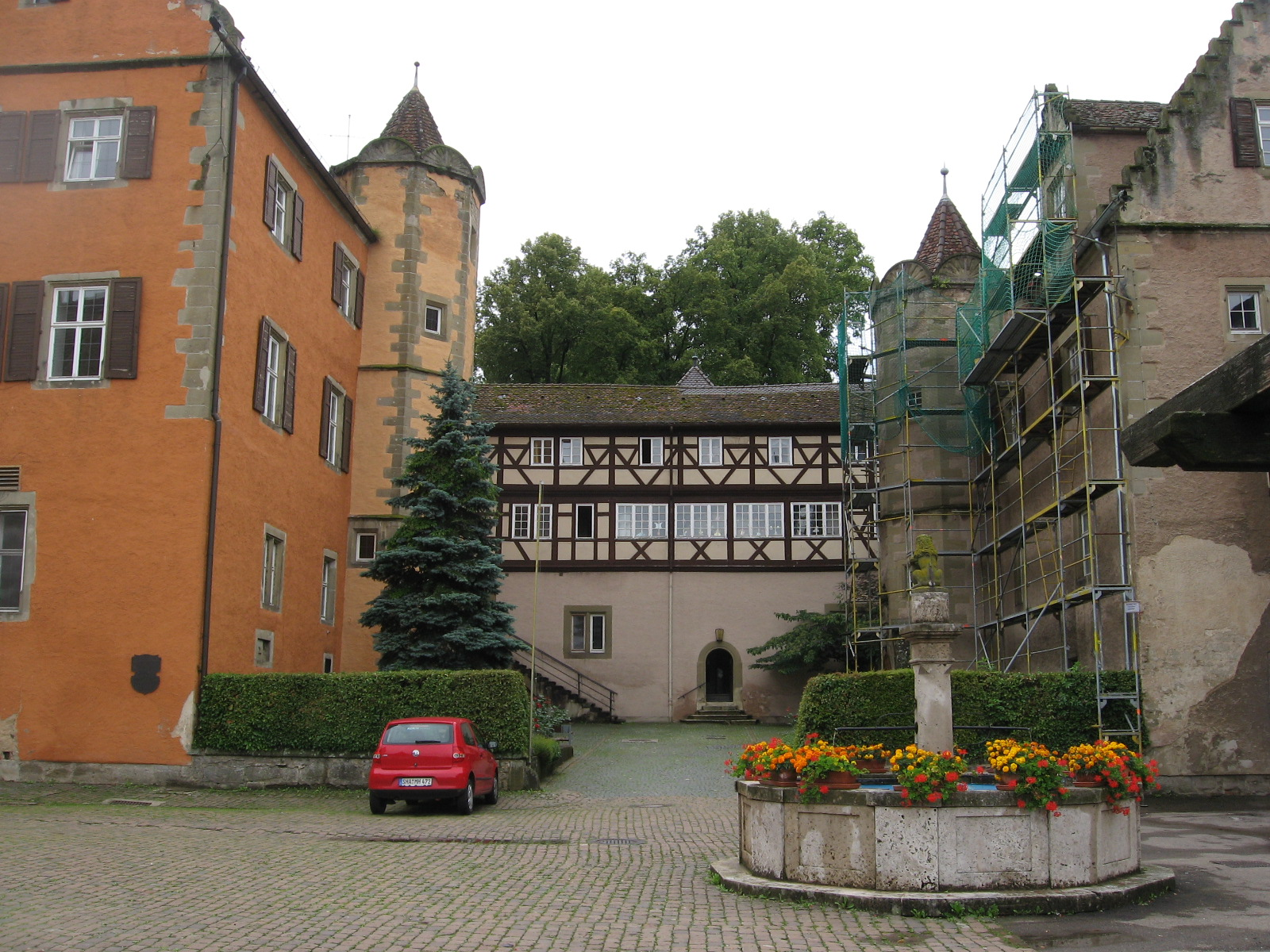
Château d'Obersontheim (de)

### Branche cadette de Silésie, à partir de 1690 comtes
La seigneurie de Muskau (de), propriété de la famille de 1798 à 1845, ne fait pas partie des domaines impériaux, elle appartient aux « seigneuries libres (de) ». Le comte Hermann von Pückler-Muskau de cette lignée silésienne est élevé au rang de prince prussien en 1822 (primogéniture), selon laquelle il est expressément noté que la seigneurie libre de Muskau, contrairement aux seigneuries libres d'Oels, de Trachenberg, de Carolath et de Pless, n'est pas élevée au rang de principauté. Le rang de prince expire en 1871 avec sa mort, mais son cousin le comte Heinrich von Pückler (de) hérite du château de Schönfeld et du parc de Branitz, qui restent dans la famille jusqu'en 1945. Après 1990, de plus petites parties de la propriété de Branitz sont rachetées.
Lorsque la dynastie des comtes de Burghauß (de) s'est éteinte en 1885, le comte Karl von Pückler entre dans l'héritage du domaine ou du majorat de Friedland-en-Haute-Silésie. Par diplôme du 15 juillet 1887, il est autorisé à réunir son nom et ses armoiries à ceux des comtes de Burghauß, liés à la possession du fidéicommis de Friedland.
En 1885, le nom et les armoiries du comte Friedrich von Pückler (1852-1910) sont réunis à ceux des comtes von Blankensee (de). En 1901, ce dernier change de nom et devient le comte de Pückler und Blankensee, lié héréditairement à la propriété du fidéicommis de Wugarten appartenant auparavant aux Blankensee.
En 1909, le château de Domanze revient à la famille Pückler.

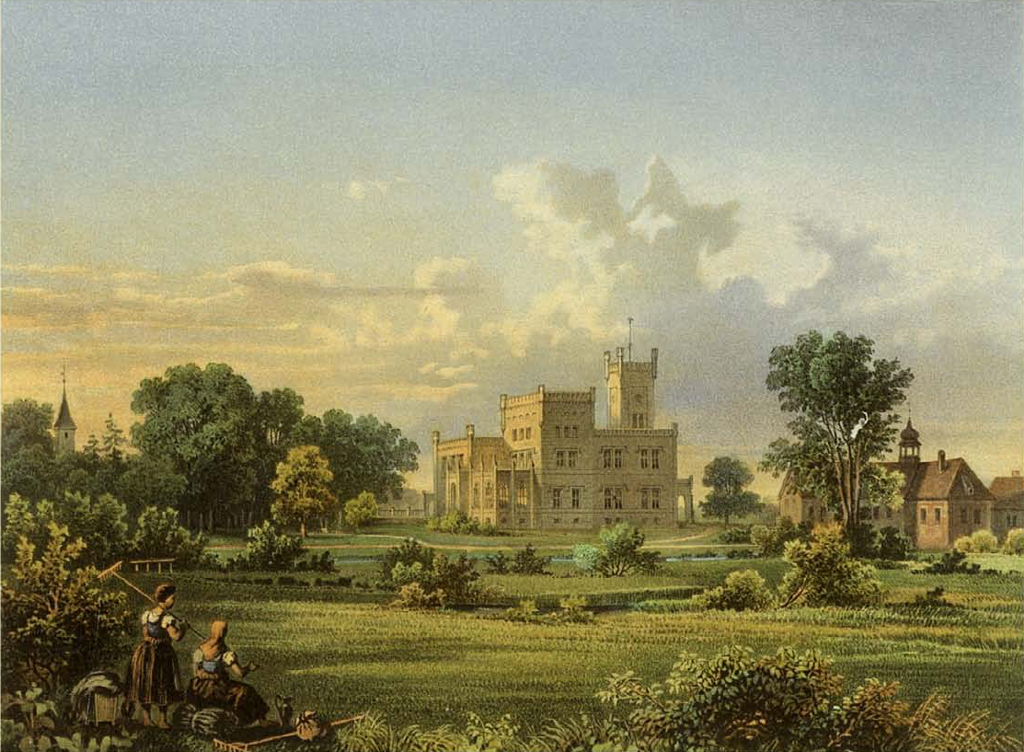
Château de Schedlau
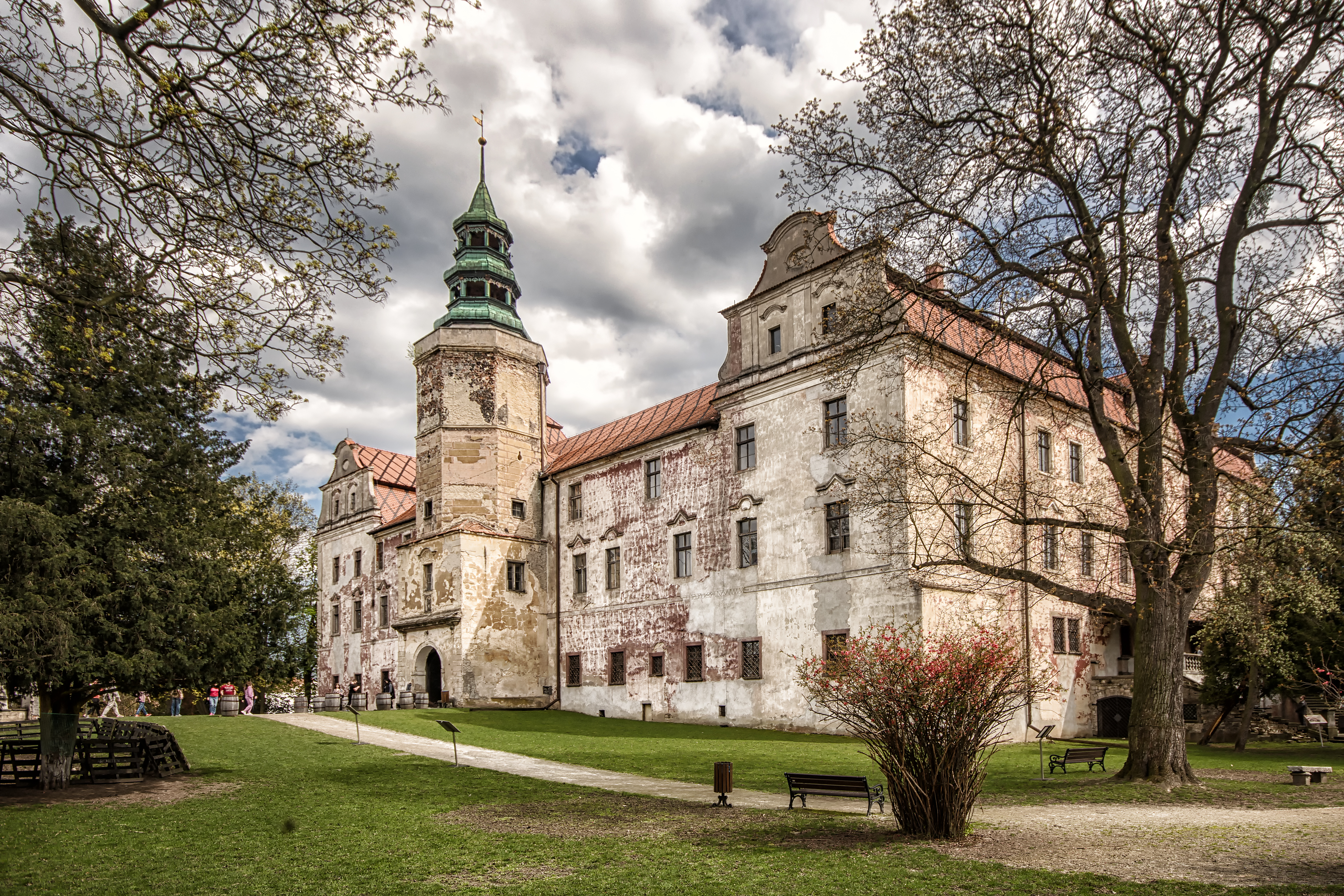
Château de Falkenberg
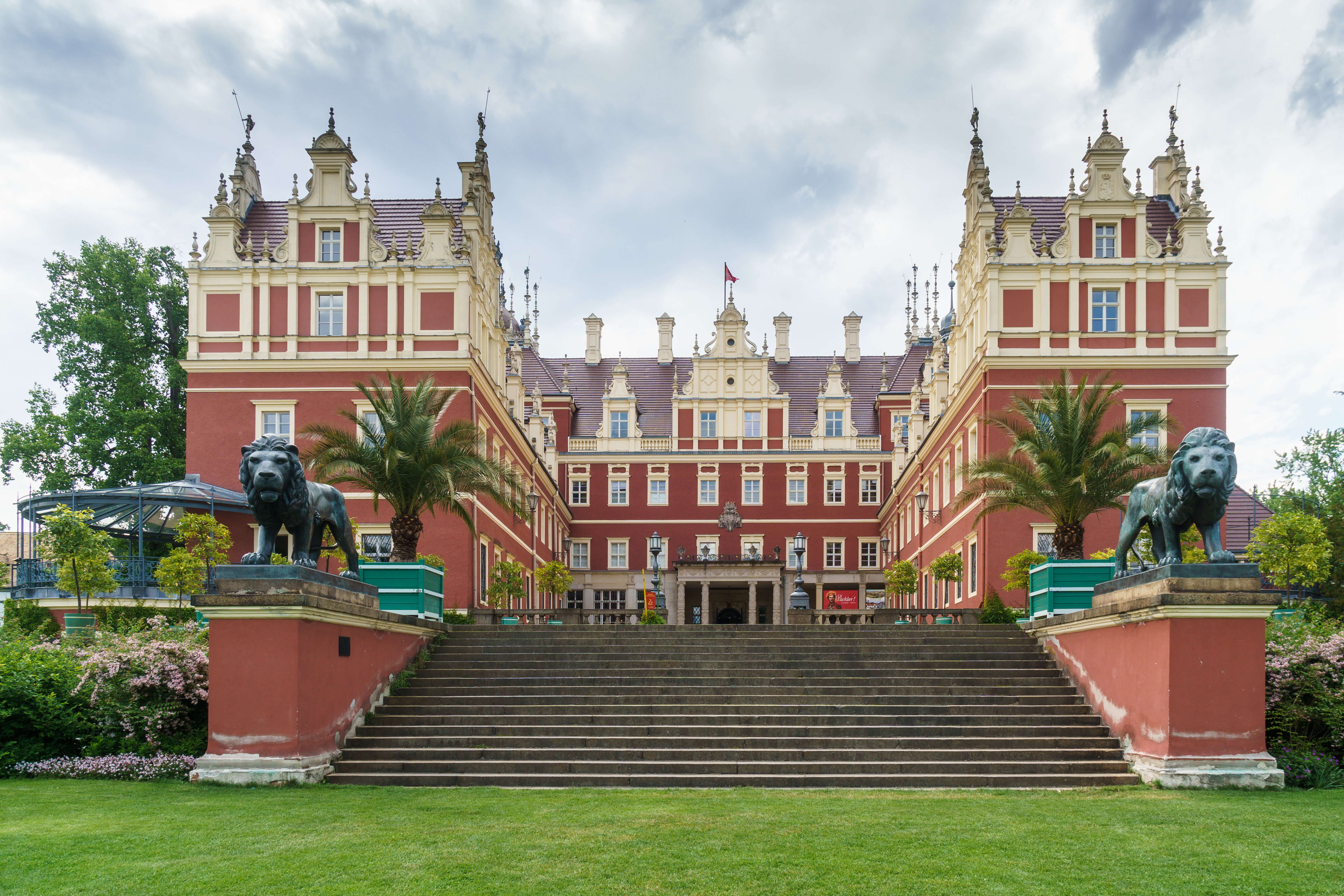
Château de Muskau (de)
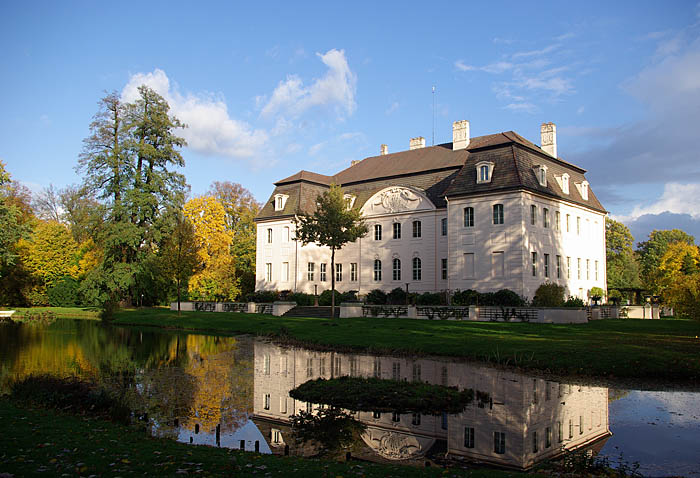
Château de Branitz
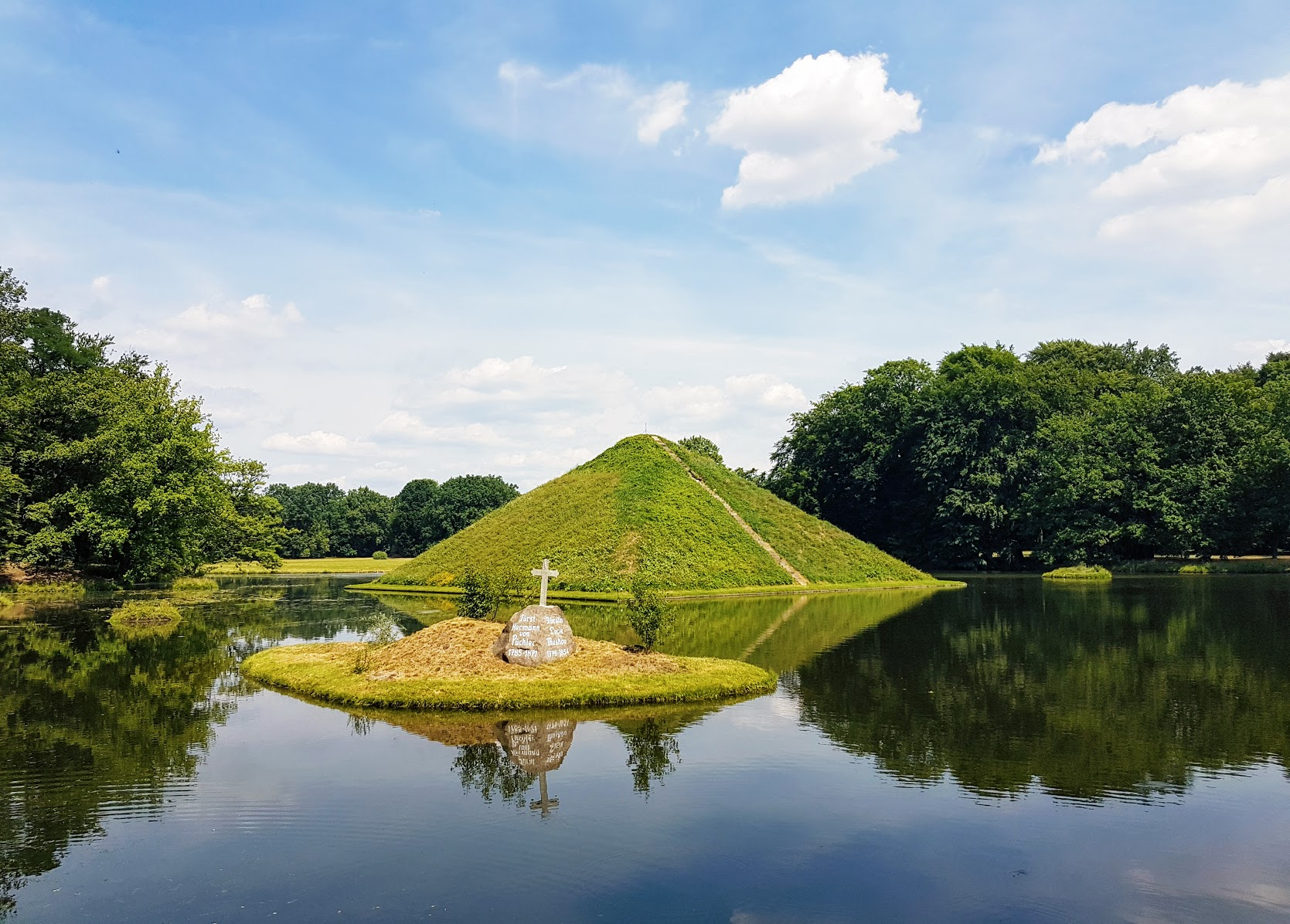
Pyramide du prince Hermann von Pückler-Muskau dans le parc de Branitz
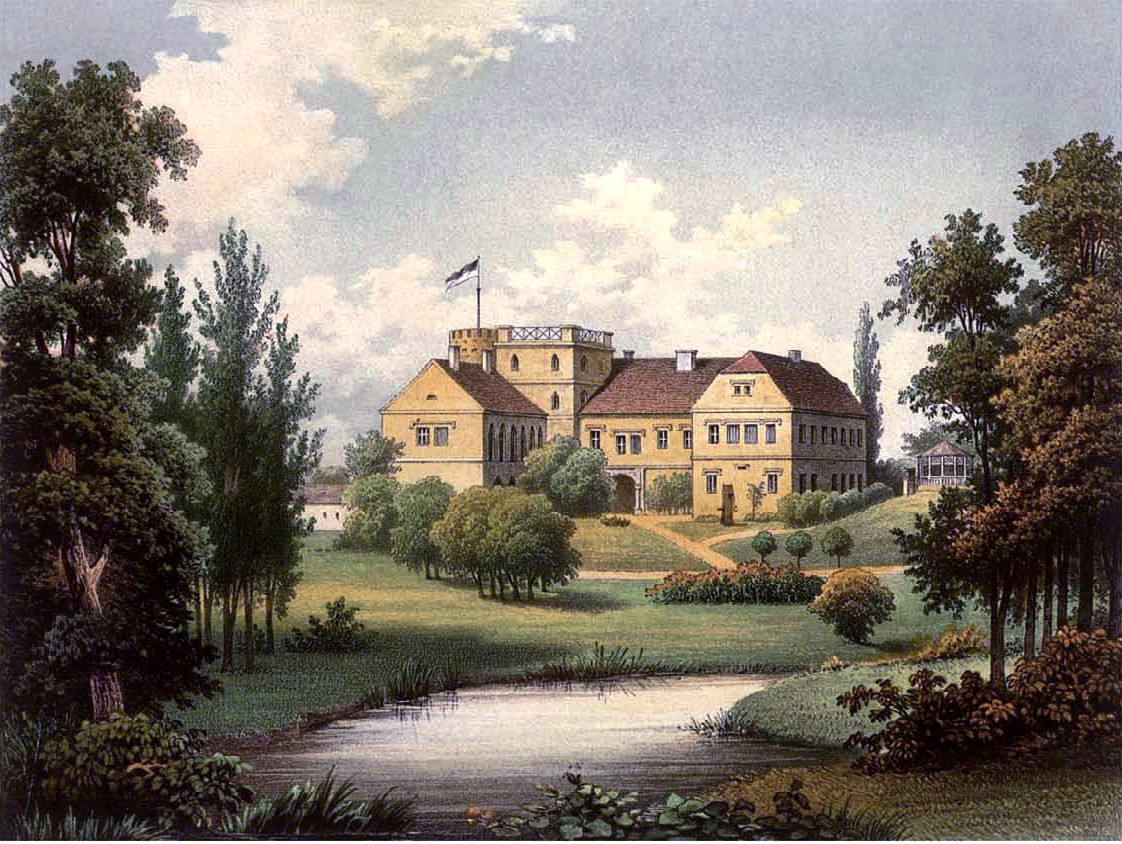
Château de Friedland

## Armoiries

Armoiries de la famille von Pückler

Les armoiries de la famille montrent la tête et le cou d'un aigle noir en or; sur le casque avec des lambrequins noirs et dorés, un aigle noir en pleine croissance avec un vol ouvert. Selon Johann Siebmacher, selon les anciens sceaux, l'image du bouclier montre une tête de griffon et non une tête d'aigle.
Les armoiries comtales "améliorées" de 1690 sont écartelées et couvertes d'un écusson en cœur d'or contenant un aigle noir couronné ; 1 et 4 contiennent en or une aile d'aigle noir, 2 et 3 la tête et le cou d'un aigle noir couronné tourné en dedans. Sur le bouclier 3 casques avec des couvertures noires et dorées, à droite et à gauche chacun 3 plumes d'autruche (noir-or-noir), au milieu un aigle noir couronné.

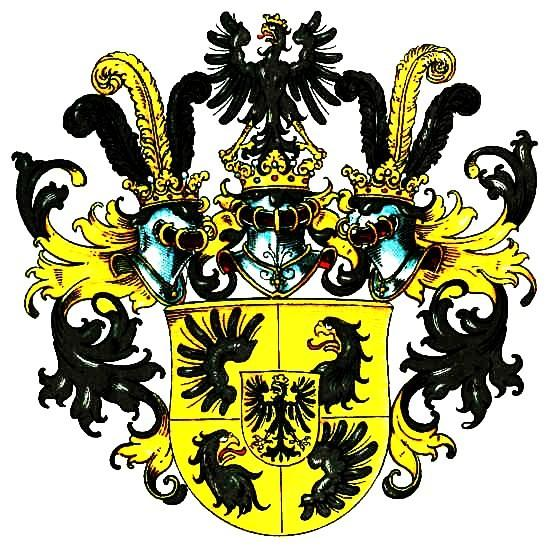
Armoiries des comtes von Pückler (1690)
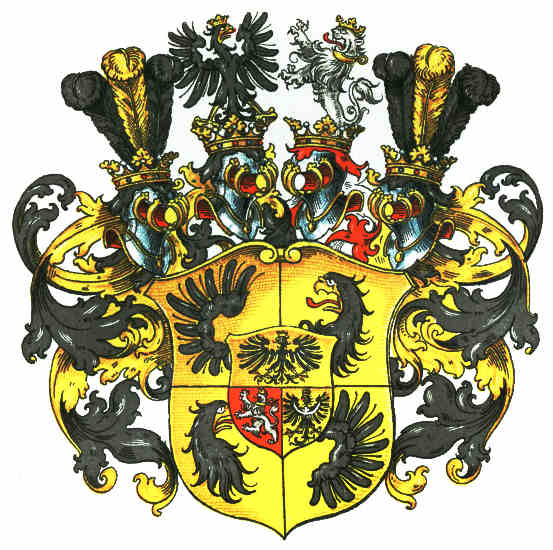
Armoiries des comtes von Pückler-Burghauß
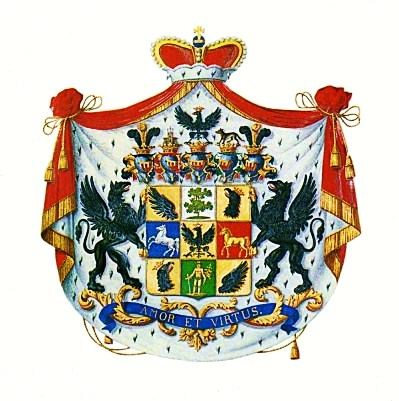
Armoiries du prince Hermann von Pückler-Muskau

## Personnalités

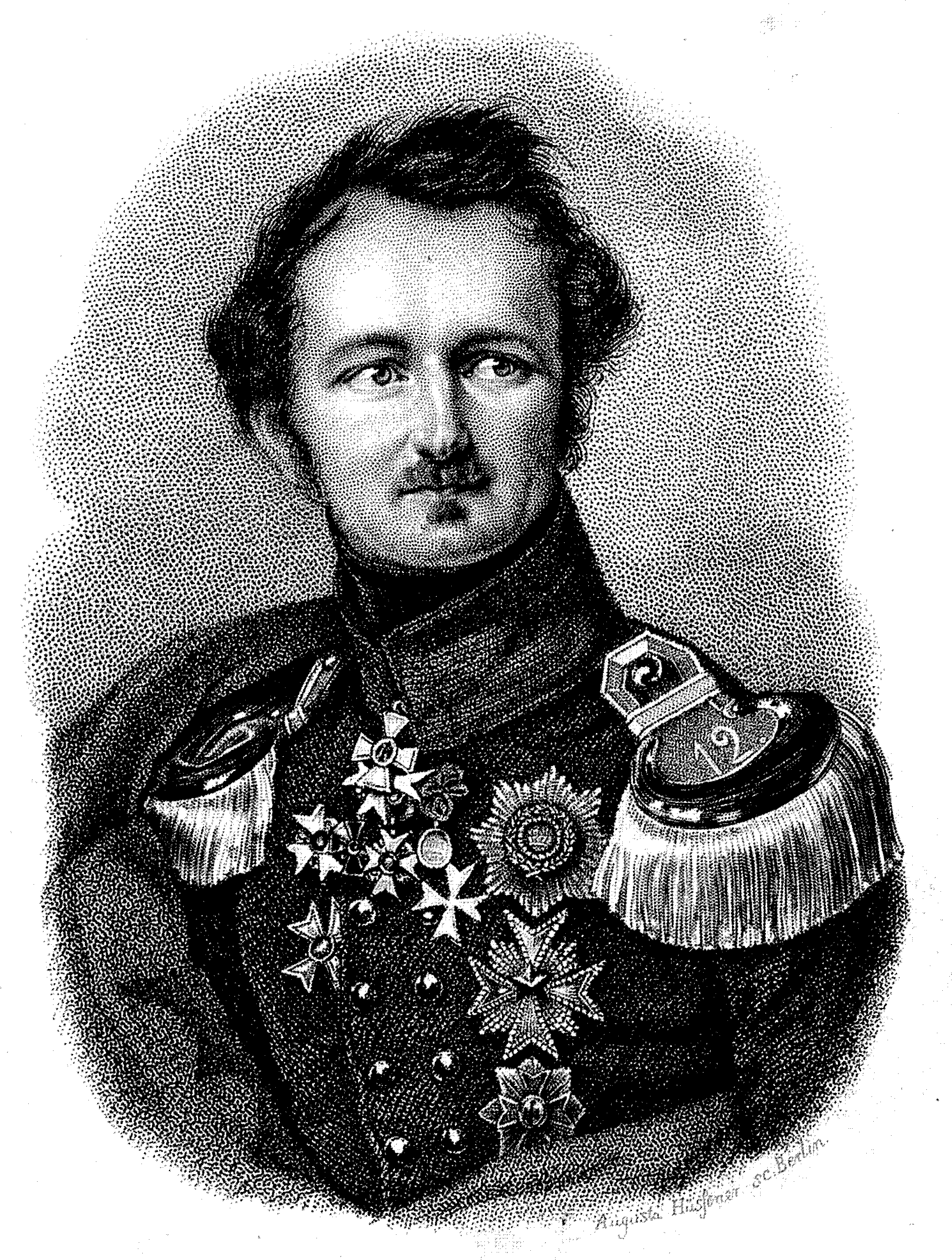
Prince Hermann von Pückler-Muskau (1785–1871)

- Prince Hermann von Pückler-Muskau (1785-1871), souverain, voyageur en Orient, paysagiste et écrivain
- Friedrich von Pückler (de) (1786–1856), lieutenant général prussien
- Wilhelm von Pückler-Groditz (de) (1790–1859), lieutenant général prussien
- Erdmann III comte von Pückler auf Schedlau (de) (1792–1869), fonctionnaire prussien, ministre de l'Agriculture et député de la Chambre des seigneurs de Prusse
- Hermann Erdmann Konstantin von Pückler-Groditz (de) (1797–1892), lieutenant général, chef écuyer et Oberhof et maréchal de la maison de l'empereur Guillaume Ier.
- Karl von Pückler-Burghauß (1817-1899), propriétaire d'un manoir prussien et député du Reichstag
- Erdmann IV comte von Pückler auf Schedlau (de) (1832–1888), conseiller agricole et député de la Chambre des seigneurs de Prusse
- Heinrich von Pückler (de) (1835–1897) auf Schönfeld, 1871 héritier du château et du parc de Branitz de son cousin décédé, le prince von Pückler-Muskau, et député du Reichstag
- Friedrich von Pückler-Burghauß (1849-1920), directeur régional et député de la Chambre des seigneurs de Prusse
- Eduard von Pückler (de) (1853–1924), fondateur du mouvement communautaire chrétien « Saint-Michel" à Berlin
- Carl Erdmann von Pückler-Burghauss (de) (1857-1943), diplomate allemand [7]
- Walter von Pückler (de) (1860-1924), avocat allemand et antisémite
- August von Pückler auf Branitz (1864–1937), fonctionnaire prussien et président du district d'Erfurt, commandeur honoraire de l'ordre de Saint-Jean
- Heinrich von Pückler (1865–1950), propriétaire des plantations Neu-Branitz et Am Mlati en Afrique orientale allemande[8]
- Siegfried von Pückler-Limpurg (de) (1871-1963), historien de l'art et propriétaire terrien allemand
- Carl Friedrich von Pückler-Burghauss (1886-1945), homme politique allemand (NSDAP), chef de groupe SS et lieutenant général de la Waffen SS
- Sylvius von Pückler-Burghauss (de) (1889-1979), grand propriétaire foncier, militant paramilitaire et officier
- Mark G. von Pückler (de) (né en 1940), avocat allemand et auteur spécialisé dans le domaine du droit de la chasse et des armes